# 李兆年
李兆年（1877年10月1日—1965年），字濬卿，曾用名蠖厂，福建省瓯宁县（1913年并入建瓯县）水吉镇（今属建阳市）人，清朝及中华民国政治人物，中央文史研究馆馆员。

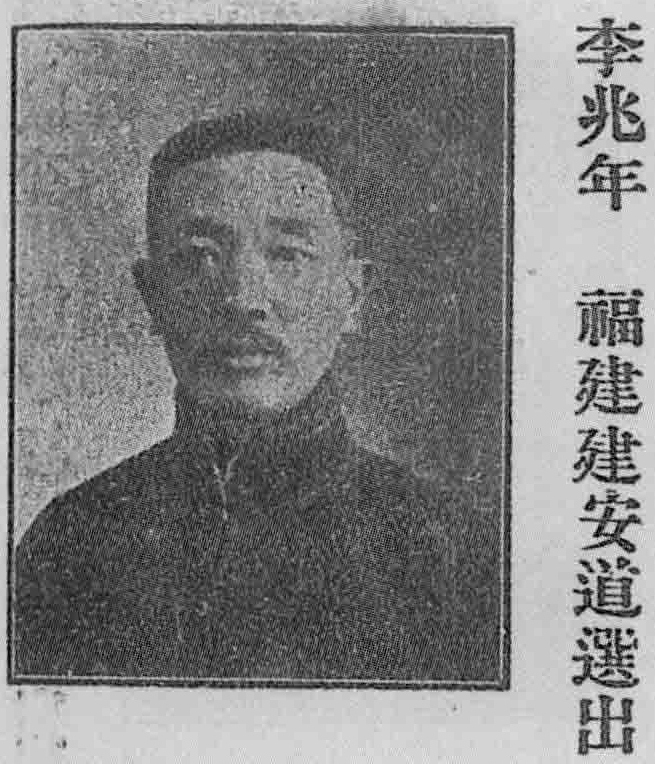

## 生平
李兆年生于清朝光绪三年八月二十五日。光绪二十六年（1900年）优贡，朝考一等二名，钦点知县，曾就读于京师法政学堂、进士馆法政讲习所，选授广东翁源县知县，调授法部西厅民科监督推事，升京师内城地方审判厅民科推事兼署庭长，因政绩优等，获得法部尚书传谕嘉奖，荐取知府。因政绩优等，于宣统元年（1909年）农历正月廿九日，其祖父李建猷、伯父李云章受封赠中议大夫，祖母黄氏、伯母叶氏受封淑人，他本人任京师内城地方审判厅民科二庭推事加四级。此外他还曾任浙江新城县知县，京师初级审判厅推事。
中华民国成立后，1912年4月，李兆年任北京临时参议院议员 。1913年，当选民元国会参议院议员。1914年国会解散后，回家闲居。1916年民元国会第一次恢复时，继续任参议院议员。还曾任黎元洪大总统秘书。1917年前后，李兆年和梅光遠等人共组衡社。1922年民元国会第二次恢复时，仍继续任参议院议员。还曾任全国商会联合会评议员，共和纪念万国博览会会务委员。1924年国会撤销后，在家赋闲。
抗日战争期间，李兆年一直留在北平。中华人民共和国成立后，于1956年12月被中华人民共和国国务院总理周恩来聘为中央文史研究馆馆员。
1965年，李兆年病逝，享年88岁。

## 著作
- 《补蹉跎斋诗文钞》
- 《医学述训》[1]

## 家庭
- 祖父：李建猷
  - 祖母：黄氏
- 伯父：李云章
  - 伯母：叶氏
- 子：李宜琛，法学家